# Simon Kimbangu
Simon Kimbangu fue un profeta y líder religioso, nacido el 12 de septiembre de 1887 en Nkamba, Mbanza-Ngungu y murió el 12 de octubre de 1951 en Lubumbashi. Es considerado por sus seguidores como un ''enviado espiritual'' congoleño. 

## Biografía
Nació el 12 de septiembre de 1887 en Nkamba, cerca de Thysville, Estado Libre del Congo que ahora es Mbanza-Ngungu, República Democrática del Congo. Su infancia esta marcada por hechos milagrosos aunque perdió a su madre a edad temprana. Su tía fue quien la entregó a Sociedad Misionera Bautista Británica. Fue bautizado el 4 de julio de 1915 y entrenado para convertirse en catequista.  .En 1918 el profeta vive su primera visión en donde Cristo le manda el siguiente mensaje: "Soy Cristo, te he elegido para ser mi testigo entre tus hermanos y convertirlos"   Es contratado por los Molinos de aceite del Congo Belga. El 6 de abril de 1921, se fue hacia una mujer que estaba enferma y se habría curado por la imposición de manos. El 13 de marzo de 1921 realiza su primer milagro. En las siguientes semanas, ha curado a varias personas con ceguera, parálisis u otras enfermedades graves e incluso resucitó a una chica muerta hace tres días.
El 6 de junio de 1921, la fuerza pública fue a detener a Simon Kimbangu y sus seguidores pero lograron escapar.
El 12 de septiembre de 1921 fue detenido y condenado a muerte. Más tarde Alberto I cambia la sentencia de muerte a cadena perpetua por lo que recibe 120 latigazos como castigo y permanecería en prisión hasta el 12 de octubre de 1951 fecha de su muerte.

## Herencia
Después de la condena de Kimbangu, las autoridades coloniales intentaron romper su movimiento, incluido el exilio de sus principales seguidores en otras partes del país. Sin embargo a pesar de esta represión, el movimiento ha seguido creciendo en importancia hasta el punto de que en 2012 el 10% de los congoleños afirman ser creyentes.
Hoy en día, la Iglesia Kimbanguista está establecida en varios países alrededor del mundo. A la muerte de Simon Kimbangu, su hijo Joseph Diangienda tomó la cabeza de la Iglesia hasta su muerte en 8 de julio de 1992, antes de ser reemplazado por su hermano Paul Salomon Dialungana Kiangani (1992-2001) y luego por su nieto Simon Kiangani Kimbangu.